# Кастелли, Степан Николаевич
Степан Николаевич Кастелли (Кастеллий; 1753 — 23 декабря 1805) — русский военачальник, генерал-майор.

## Биография
Родился в 1753 году. Выходец из польского дворянства; вероятно, потомок архитектора-италошвейцарца на польской королевской службе Маттео Кастелли (ок. 1560—1632).
В 1771 году поступил сержантом в Козловский мушкетерский полк, участвовал Русско-турецкой войне 1768—1774 годов. С 1779 года служил в гарнизоне Елизаветграда.
Спустя некоторое время принял командование одним из батальонов Николаевского Приморского гренадерского полка.
В 1792 году был переведён в Архангелогородский мушкетерский полк. С 9 октября 1798 года — командир полка, с 18 октября того же года — полковник.
Во главе полка участвовал в Итальянском походе Суворова, в частности, отличился в битве при Нови.
Командовал полком до января 1800 года. 19 января того же года произведён в генерал-майоры и назначен шефом Великолукского мушкетского полка. 2 ноября 1802 года переведён на должности коменданта Казани и шефа Казанского гарнизонного полка. Пребывал в этих должностях вплоть до смерти 23 декабря 1805 года.